# 7767 Tomatic
7767 Tomatic este un asteroid din centura principală de asteroizi.

## Descriere
7767 Tomatic este un asteroid din centura principală de asteroizi. A fost descoperit pe 13 septembrie 1991 la Tautenburg de Lutz Dieter Schmadel și Freimut Börngen. Asteroidul prezintă o orbită caracterizată de o semiaxă mare de 2,37 ua, o excentricitate de 0,13 și o înclinație de 6,0° în raport cu ecliptica.